# 2015年12月中國大陸

## 12月1日
- 中国正式接任2016年二十国集团（G20）主席国。外交部发言人华春莹表示，2016年峰会各项筹备工作正全面有序推进，中方将同各方共同推动峰会取得成功[1][2]。
- 国际货币基金组织（IMF）执董会终于经投票决定，将人民币纳入特别提款权（SDR）货币篮子。尽管人民币“入篮履职”还要等到2016年10月1日，但IMF股东们的票决已为全球聚焦已久的国际金融治理改革大事件划上了完满句号[3]。
- 教育界再查4人，中央音樂學院院長王次炤为其女违规操办婚宴違紀被免。同時通報被查的還有北京邮电大学党委常委、副校长杨放春、党委书记王亚杰，对外经济贸易大学党委常委、副校长刘亚和国际商学院原院长汤谷良[4]。

## 12月2日
- 北京、河北等14个省（区、市）作为第三批司法体制改革试点地区已向中央提交试点方案，司法体制改革将在诉讼制度上重点突破。积极推进以审判为中心的诉讼制度改革，完善认罪认罚从宽制度，推动案件繁简分流，不断提高司法公信力，让人民群众在每一个案件中都感受到公平正义[5][6]。
- 广药集团在与加多宝争议已久的王老吉涼茶“改名案”中终审胜诉，加多宝被判定虚假宣传。[7]

## 12月3日
- 中华人民共和国国家主席习近平在比勒陀利亚会见非洲联盟委员会主席恩科萨扎娜·德拉米尼-祖马[8]。习近平指出，中方高度重视发展同非盟关系，支持非盟在非洲发展、一体化进程、国际和地区事务中发挥重要作用。双方要增进政治互信，完善对话机制，打造战略伙伴关系；以产能合作为抓手，促进中非发展战略对接，支持非洲优先破解基础设施滞后和人才不足两大发展瓶颈；加强疾病防控、人文等领域交流，打造中非合作新亮点[9][10]。
- 中华人民共和国财政部向社会发布《扶持村级集体经济发展试点的指导意见》，指出农村集体经济是社会主义公有制经济在农村的重要体现[11]。
- 中共山西省委委员、省委巡视组原组长刘向东严重违纪被“双开”。是中共十八大以来，首个被通报“双开”的省级巡视组长，涉案两亿元之多，在家中现金太多，上面落满灰尘，有的发霉变质。同時公佈“雙開”的還有山西省公安厅交通管理局党委原书记、局长尹喜平；太原市市委原常委、政法委书记，太原市公安局原局长柳遂记；长治市市委原常委、襄垣县委原书记田志明共4名官员[12][13]。

## 12月4日
- 上午，中非合作论坛约翰内斯堡峰会在南非开幕。本次峰会由中国和南非共同主办。中国国家主席习近平同南非总统祖马，非盟轮值主席、津巴布韦总统穆加贝等共50位非洲国家的国家元首、政府首脑和代表团团长以及非盟委员会主席祖马出席开幕式[14]。
- 广西防城港核电1号机组首次实现100%满功率运行，中国西部首座核电站已进入商运前的最后冲刺阶段，西部即将用上核电[15][16]。

## 12月6日
- 宁安客运专线开通运营，安庆、池州等地首次通行高速铁路。[17]
- 内蒙古额济纳旗马莲井综合执法检查站遇袭，袭击动机为内蒙古额济纳旗和甘肃省金塔县的边界纠纷。[18]

## 12月7日
- 北京市空气重污染应急指挥部218时发布空气重污染预警等级由橙色提升为红色的消息，即全市于12月8日7时至12月10日12时将启动空气重污染红色预警。这是北京市首次启动空气重污染红色预警[19][20][21][22]。

## 12月8日
- 中共中央总书记、国家主席、中央军委主席习近平就机关企事业单位做好定点扶贫工作作出重要指示。他强调，党政军机关、企事业单位开展定点扶贫，是中国特色扶贫开发事业的重要组成部分，也是我国政治优势和制度优势的重要体现[23][24]。

## 12月9日
- 赵晋天津65层高楼刚建好就被拆。2011年底，水岸银座开盘后曾一度连夺销售冠军的头衔。它的开发商与名门广场一样，是在津城“红极一时”、现已身陷囹圄的赵晋——中共江苏省委原秘书长赵少麟之子。自11月起，水岸银座和名门广场两个项目进入退房退款程序。當地记者求证得知，水岸银座的3座超高层公寓将全部进行拆除[25]。
- 中国公安部科信局原副局长马晓东在西安被起诉[26][27]。

## 12月10日
- 中华人民共和国主席习近平同阿塞拜疆总统伊利哈姆·阿利耶夫举行会谈，两国元首共同签署《中阿关于进一步发展和深化友好合作关系的联合声明》，共同见证了《中阿关于共同推进丝绸之路经济带建设的谅解备忘录》及经贸、司法、民航、教育、交通、能源等领域双边合作文件的签署[28]。
- 美军两架B-52同溫層堡壘轟炸機在执行任务时飞入中国南海华阳礁上空2海里范围内，遭中国军队警告。[29]

## 12月11日
- 9时28分，国家电网重大科技示范工程、江苏南京220千伏西环网“统一潮流控制器”工程正式投运。这是中国首个自主知识产权的“统一潮流控制器”工程，标志着中国在柔性交流输电技术上已经走在了世界前列[30][31][32]。
- 南昆客运专线南宁-百色段开通运营。[33]
- 复旦投毒案的被告人林森浩被执行死刑。[34]
- 解放军总装备部“首虎”李明泉被查。日前，军事检察机关对总装备部通用装备保障部原部长李明泉涉嫌违法犯罪问题进行立案侦查[35][36][37]。

## 12月12日
- 12月11日至12日，全国党校工作会议在北京召开。中共中央总书记、国家主席、中央军委主席习近平出席会议并发表讲话[38][39]。
- 据国家大剧院12日公告，原定举行的朝鲜功勋国家合唱团和牡丹峰乐团演出因故取消[40]。

## 12月13日
- 上午，中共中央、国务院在南京市侵华日军南京大屠杀遇难同胞纪念馆举行2015年南京大屠杀死难者国家公祭仪式。中共中央政治局委员、全国人大常委会副委员长李建国出席并讲话[41][42]。

## 12月14日
- 经国务院关税税则委员会审议，并报国务院批准，中国-韩国、中国-澳大利亚自贸协定将于2015年12月20日实施第一步降税，2016年1月1日实施第二步降税[43][44][45]。
- 中共中央政治局召开会议，分析研究2016年经济工作，研究部署城市工作，审议通过《关于建立健全党和国家功勋荣誉表彰制度的意见》、《中国共产党地方委员会工作条例》、《关于实施全面两孩政策改革完善计划生育服务管理的决定》。中共中央总书记习近平主持会议[46][47]。
- 欧洲复兴开发银行14日批准中国成为其股东，并表示在该行业务覆盖地区中，该行与中国企业存在广阔合作空间，还做好与亚洲基础设施投资银行合作的准备[48]。
- 原铁道部部长刘志军的刑期由死缓减为无期。[49]

## 12月15日
- 国家主席习近平在浙江省乌镇会见俄罗斯总理梅德韦杰夫[50]。习近平指出，2015年以来，中俄全面战略协作伙伴关系保持高水平发展，各领域合作取得新成果。无论国际和地区形势怎么变，我们坚持巩固和深化中俄全面战略协作伙伴关系的方针不会变，致力实现两国共同发展振兴的目标不会变，携手捍卫国际公平正义和世界和平稳定的决心不会变。希望新的一年里，双方继续齐心协力，推动中俄关系发展得更好，给两国人民带来更多实实在在的好处[51]。
- 北京2022年冬奥会和冬残奥会组委会成立大会在北京召开[52]。张高丽表示，党中央、国务院高度重视2022年冬奥会筹办工作[53]。
- 上海合作组织成员国政府首脑(总理)理事会第十四次会议在郑州市举行。[54]

## 12月16日
- 青岛地铁3号线北段（青岛北站-双山站）开通试运营，成为山东省开通的第一条地铁线路。[55]
- 第2屆世界互聯網大會在浙江烏鎮開幕，本屆大會的主題是“互聯互通‧共享共治——共建網路空間命運共同體”[56]。中共中央總書記、中國國家主席習近平於開幕式中說，目前中國有6.7億網民，網站總數達413萬多個，網路已深度融入經濟社會發展、融入人民生活[57][58]。
- 第十届中国足球协会第二次代表大会在昆明海埂召开，会议没有重选新主席。[59]
- 黑龙江省鹤岗市向阳煤矿发生瓦斯爆炸事故。[60]

## 12月17日
- 2015中国（苏州）境外投资与服务高峰论坛上，苏州工业园区“国家级境外投资服务示范平台”揭牌。该平台是中国第一家境外投资服务示范平台[61][62]。
- 津保铁路进入最后验收阶段，为最终开通运营做准备。[63]
- 福州地铁1号线达道站工地内在使用汽车吊吊运材料时，因一侧路面受力后突然下陷，导致汽车吊失稳倾斜，所吊材料突然落入基坑内。[64]
- 中国海军东海舰队一架歼-10战机在温岭坠毁，两名飞行员跳伞成功，未造成其他附带损害。[65]

## 12月18日
- 电影《寻龙诀》和《万万没想到》同日上映，前者单日票房过亿。[66]
- 12月18日至21日，一年一度的中央经济工作会议在北京召开，是历年最晚召开的一届会议[67]。中共中央总书记、国家主席、中央军委主席习近平，中共中央政治局常委、国务院总理李克强，中共中央政治局常委、全国人大常委会委员长张德江，中共中央政治局常委、全国政协主席俞正声，中共中央政治局常委、中央书记处书记刘云山，中共中央政治局常委、中央纪委书记王岐山，中共中央政治局常委、国务院副总理张高丽出席会议[68]。
- 由巴厘岛飞往北京的中国东方航空782号班机因飞行途中发生故障，备降马来西亚亚庇。[69]
- 清华大学化学系（何添楼）一实验室疑因叔丁基锂泄漏起火爆炸，导致一博士后实验人员死亡，该事件事后被证实与叔丁基锂无关，但与氢气有关。[70]
- 北京市一个月内第二次启动重污染红色预警。[71]
- 北京市环境保护科学研究院发布北京地铁八通线南延工程首次环评公示，线路共长4公里，新设一个与7号线东延线的换乘站，线路预计2019年正式通车。[72]

## 12月19日
- 中泰铁路合作项目正式启动。[73]
- 郑州新郑国际机场2号航站楼投入使用。[74]
- 上海地铁11号线罗山路～康新公路区段、12号线七莘路～曲阜路区段、13号线长寿路～世博大道区段载客试运营。[75]

## 12月20日
- 中韩、中澳自贸协定生效，中韩双方逾90%产品有望逐步进入零关税，而中澳双方100%产品则将逐步实现零关税。[76]
- 在成功举办了2004年、2005年、2007年、2010年世界小姐总决赛后，时隔五年2015年第65届世界小姐总决赛再次在海南省三亚举行。最终西班牙佳丽米雷娅·罗约在总决赛中获得冠军，成为第65位世界小姐[77][78][79]。
- 深圳光明新区红坳村柳溪工业园煤气站旁发生山体滑坡事故，多座大廈被毀。[80]
- 据中华人民共和国国土资源部消息，深圳发生的滑坡事故原因已经初步查明，垮塌体为人工堆土，原有山体没有滑动[81][81][82]。
- 国务院总理李克强签署第665号国务院令，公布《中华人民共和国澳门特别行政区行政区域图》，自2015年12月20日起施行[83]。中央人民政府决定将澳门特别行政区海域面积明确为85平方公里，同时，将澳门特别行政区与广东省珠海市边界之间的关闸澳门边检大楼段，即澳门特别行政区关闸以北至珠海边防检查站原旗楼之间用于兴建澳门特别行政区新边检大楼配套设施的地段，划归澳门特别行政区管辖。行政区域调整后，澳门特别行政区的行政区域界线包括陆地和海上两部分[84][85]。

## 12月21日
- 上海副市長周波違規接受宴請被處分[86]。

## 12月22日
- 中国第一座采用全断面隧道掘进机（TBM）施工的煤矿斜井——神华神东补连塔矿2号副井顺利贯通[87]，这开创了煤矿斜井施工的新模式[88][89]。
- 17岁少女钱仁凤坐13年冤狱后获释母亲已病逝，称曾被警察用鞋打脸。13年前，巧家一女童突然在托儿所中毒身亡，警方没有传讯最大嫌疑人当地公安局某领导的“公子”，却将矛头指向17岁的小保姆。与钱仁凤素不相识的一名当地“官二代”，也在涉事消失10年后，渐渐浮出水面[90]。光明网发表评论员文章《对冤案疑案再审是匡正义顺民心之举》[91]，指出如果说再审钱仁凤案是实现个体正义的话，反思和追究铸成冤案和错案的司法错谬则是匡扶社会正义的必须之举。文章提到，尽管司法机构的腐败官员落马者不少，因其腐败而铸成的冤案错案却少见被再审纠正者。腐败官员落马，腐败官员违法办案、定案和结案的错案冤案不再审，反腐败的意义就被大大地缩减[92]。

## 12月23日
下午，国家主席习近平在中南海瀛台会见了来京述职的香港特别行政区行政长官梁振英，澳门特别行政区行政长官崔世安，习近平强调，中央贯彻“一国两制”方针坚持两点。一是坚定不移，不会变、不动摇。二是全面准确，确保“一国两制”的实践不走样、不变形，始终沿着正确方向前进。

## 12月24日
- 中央农村工作会议24日至25日在北京召开[95][96]。

## 12月25日
- 中共中央总书记、国家主席、中央军委主席习近平视察解放军报社，代表党中央和中央军委，对解放军报创刊60周年表示热烈的祝贺[97][98]。
- 长沙高铁南站至长沙黄花机场的中低速磁浮线，正式开通“不载客”试运行[99][100]。

## 12月27日
- 下午，十二届全国人大常委会第十八次会议在北京人民大会堂闭幕。会议表决通过了《反恐怖主义法》、《反家庭暴力法》、《国家勋章和国家荣誉称号法》，表决通过了《全国人大常委会关于修改教育法的决定》、《关于修改高等教育法的决定》、《关于修改人口与计划生育法》的决定，国家主席习近平分别签署第36号、37号、38号、39号、40号、41号主席令予以公布[101][102]。
- 中国电信董事长常小兵落马，或事发其掌管联通时期。向郭伯雄家族输送利益。中国联通于2009年1月6日由原来的中国网通及中国联通两家公司合并而成的，目前是中国主要电信集团之一，并且同时在纽约、香港及上海三地的股市上市。前中国网通董事长、中国移动副总经理张春江在2009年底因“涉嫌严重违纪”遭中共中央纪委“双规”，随后免职。前中国网通副总裁、中国联通高级副总裁赵继东则在2010年1月被有关部门带走协助调查[103][104]。

## 12月29日
- 在甘肃省金昌市永昌县上千人聚集在华东超市东街店前，部分人员试图就此抢劫、打砸这家超市，聚集事件因为28日的赵姓少女在超市偷窃后自杀引起[105]。

## 12月30日
- 中共中央政治局召开会议，听取中央纪律检查委员会2015年工作汇报，研究部署2016年党风廉政建设和反腐败工作；审议通过《关于全面振兴东北地区等老工业基地的若干意见》[106][107]。

## 12月31日
- 中国人民解放军陆军领导机构、中国人民解放军火箭军、中国人民解放军战略支援部队成立大会在北京八一大楼隆重举行。中共中央总书记、国家主席、中央军委主席习近平向火箭军授予军旗并致训词[108]。
- 环境保护部原党组成员、副部长张力军严重违纪被开除党籍和公职[109][110]。財新網表示，制度之制度层面的变革最重要。所谓的制度之制度，就是界定游戏规则的游戏规则。市场经济体制本身可以说是一种制度，要想建立和完善市场经济体制就必须考虑其背后更深层次的制度结构，如产权和法律体系、宪政体系和社会契约；如果将政府的运作也看成是一种制度，那么法律体系、宪政体系和社会契约同样也是不可或缺的[111][112]。